# كريس هولينز
كريس هولينز (بالإنجليزية: Chris Hollins)‏ هو لاعب كرة قدم ولاعب كريكت بريطاني في مركز الوسط، ولد في 20 مارس 1971 في بروملي ‏ في المملكة المتحدة. لعب مع نادي ألدرشوت تاون.

## وصلات خارجية
- كريس هولينز على موقع IMDb (الإنجليزية)
- كريس هولينز على موقع قاعدة بيانات الفيلم (الإنجليزية)